# 要害山城
要害山城（ようがいさんじょう）は、甲斐国山梨郡（現山梨県甲府市）にあった日本の城。躑躅ヶ崎館（武田氏館跡）の詰城として築かれた山城である。国指定史跡。要害城、積翠山城とも呼ばれる。
甲府盆地周縁の中央北部、相川扇状地の扇頂部に位置する甲府市上積翠寺町（かみせきすいじまち）にあって、標高780メートルの要害山（丸山）中腹の傾斜地を中心に築かれている。なお、要害山は山梨百名山、甲府名山に選定されている。

## 歴史
『高白斎記』によれば、築城は武田信虎時代の永正17年（1520年）6月である。武田氏は前年に居館を石和の川田館（甲府市川田町）から躑躅ヶ崎館（甲府市古府中町）へ移しており、駒井政武の領地であった積翠寺郷の丸山が城として取り立てられ、館の詰城として砦や狼煙台が築かれた。
同年には駿河の今川氏勢の武将福島正成が駿州往還（河内路）を甲斐へ侵攻し甲府へ迫っており、信虎は正室の大井夫人を避難させ福島勢を駆逐しているが、大井夫人はその最中に城中で嫡男（後の武田晴信）を出産した。
勝頼期の天正4年（1576年）6月1日付武田家朱印状によれば、武田氏は要害山城から西方に位置する帯那郷（甲府市上帯那町・下帯那町）に対して要害城の普請への召し出しを命じており、帯那郷への河除（堤防普請）と他の諸普請の一切を免除している。『甲陽軍鑑』『甲斐国志』によれば、武田氏時代の城番は駒井次郎左衛門・武藤山城・駒井昌直（右京亮）が務めた。
天正10年（1582年）3月の織田信長の武田征伐による甲斐武田氏滅亡後、徳川氏の支配期を経て豊臣系大名が入城し、加藤光泰により修築が行われた。文禄年間の修築を示す遺構として穴太積みの石垣が見られる。
『甲斐国志』によれば、慶長5年（1600年）の関ヶ原の戦いの後に甲斐は再び徳川氏が領し、廃城となった。
2017年（平成29年）4月6日、続日本100名城（128番）に選定された。

## 史跡指定
本丸（主郭）に至る通路や虎口（枡形虎口）、曲輪、堀切、見張台などの遺構のほか、要所をかためる石垣もほぼ完全に遺存しており、戦国大名武田氏の築いた城郭として、また中世豪族の居住形態を示すものとして極めて重要であるとして、1991年（平成3年）3月30日、「要害山（ようがいさん）」の名称で国の史跡に指定された。登山口に説明板があり、曲輪、土塁、竪堀や門跡など主要な遺構には案内板が設置されている。

## 熊城
要害山城の支城として熊城（くまじょう）があり、要害山城の東側をガードするように築かれている。熊城は標高730メートル付近に立地し、一直線上の小規模な曲輪と堀切・竪堀、石垣が遺構として残されているが、その中には連続竪堀や登り石垣状の遺構もある。

## アクセス
甲府駅北口からバスで「積翠寺」停留所下車、登山口まで徒歩約15分。登山口から本丸のある山頂部まで35分前後。

## ギャラリー

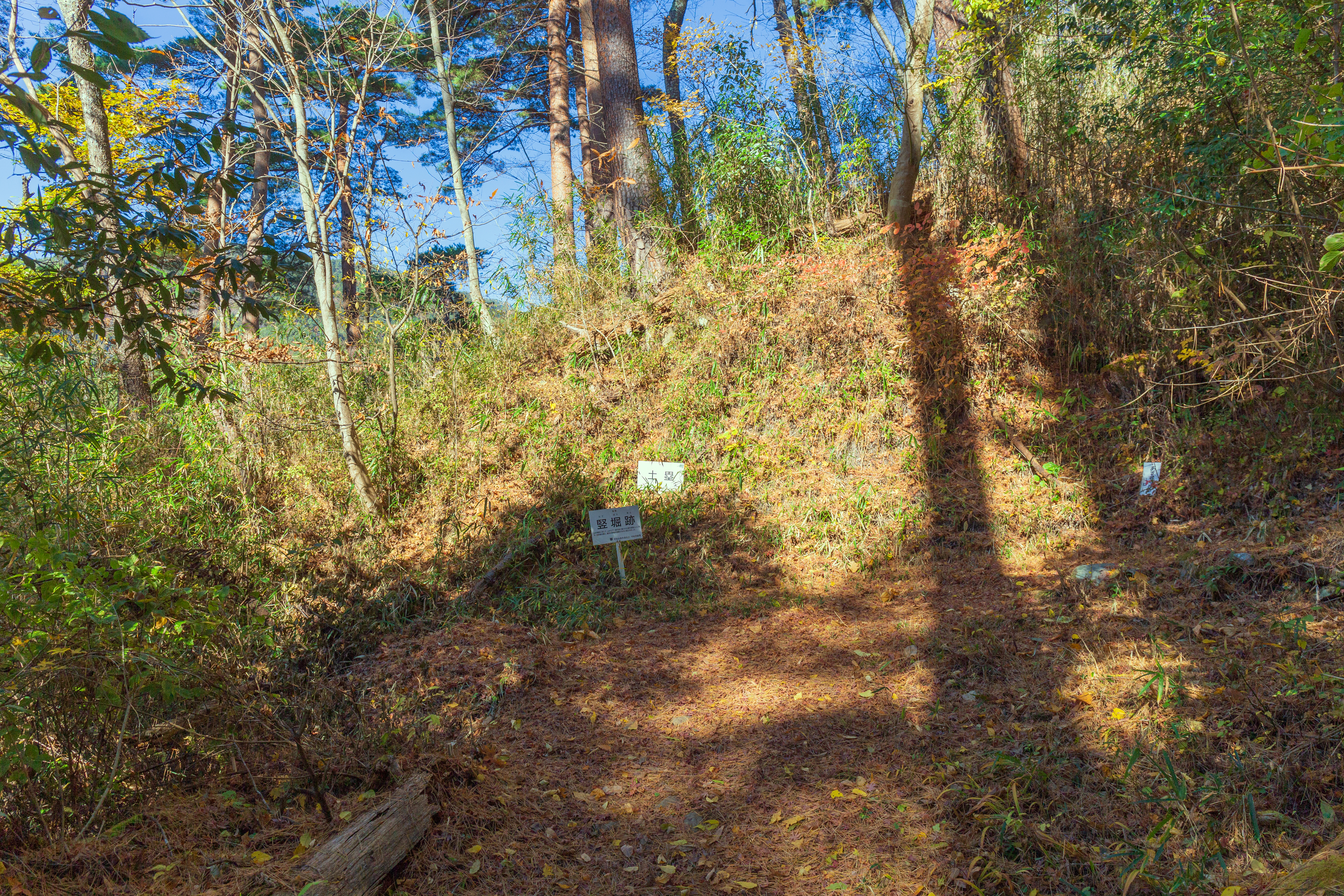
竪堀・土塁跡
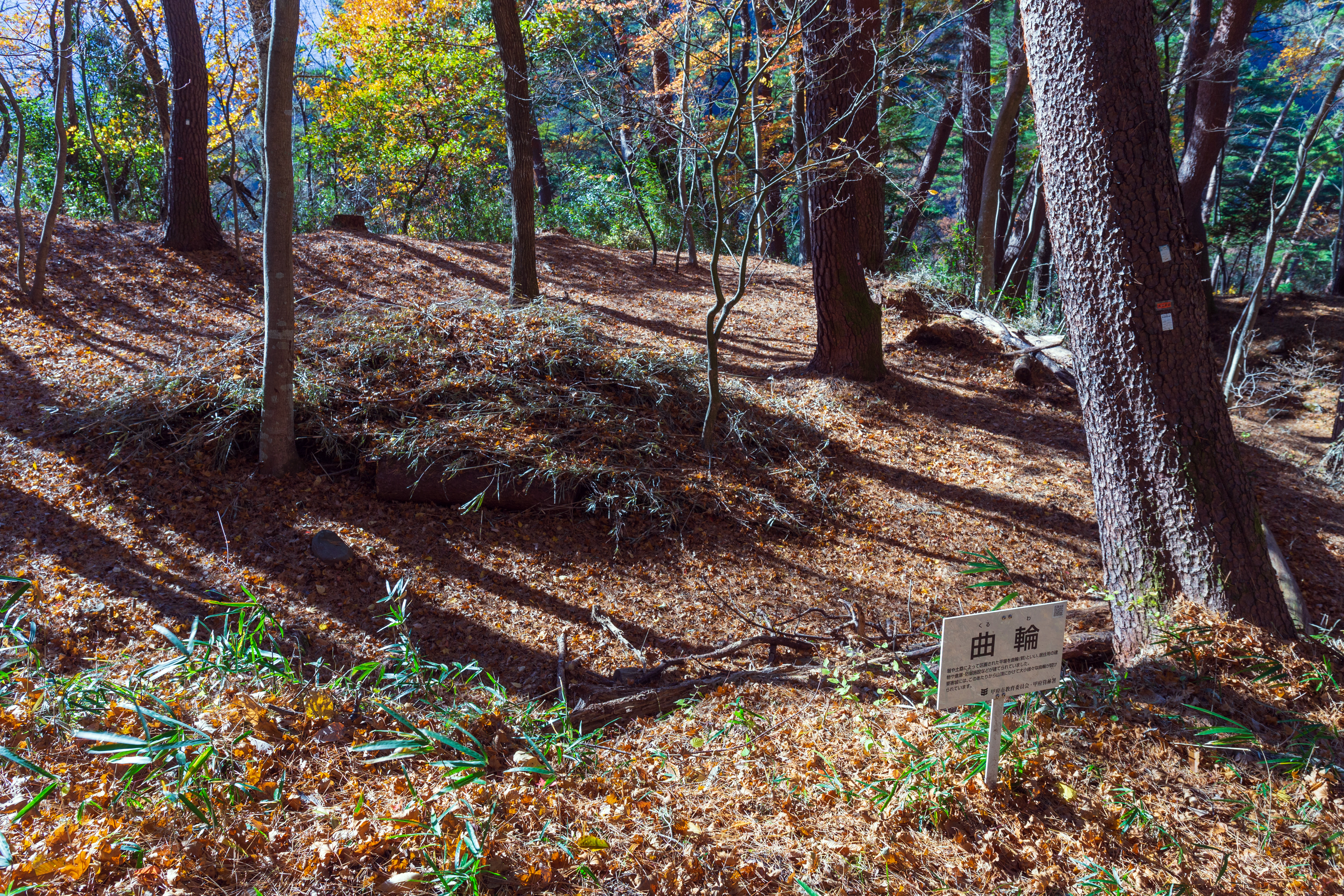
曲輪跡
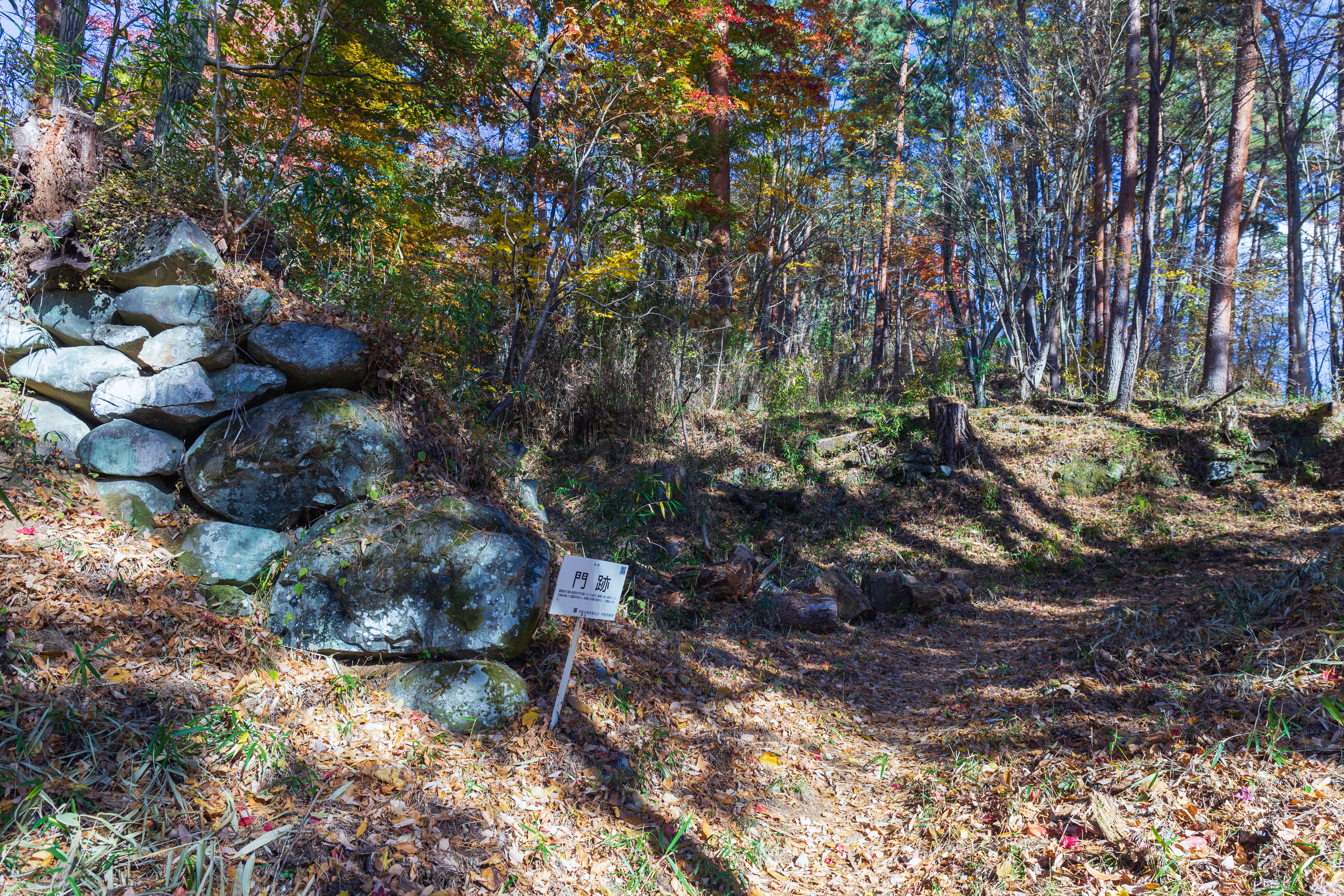
門跡
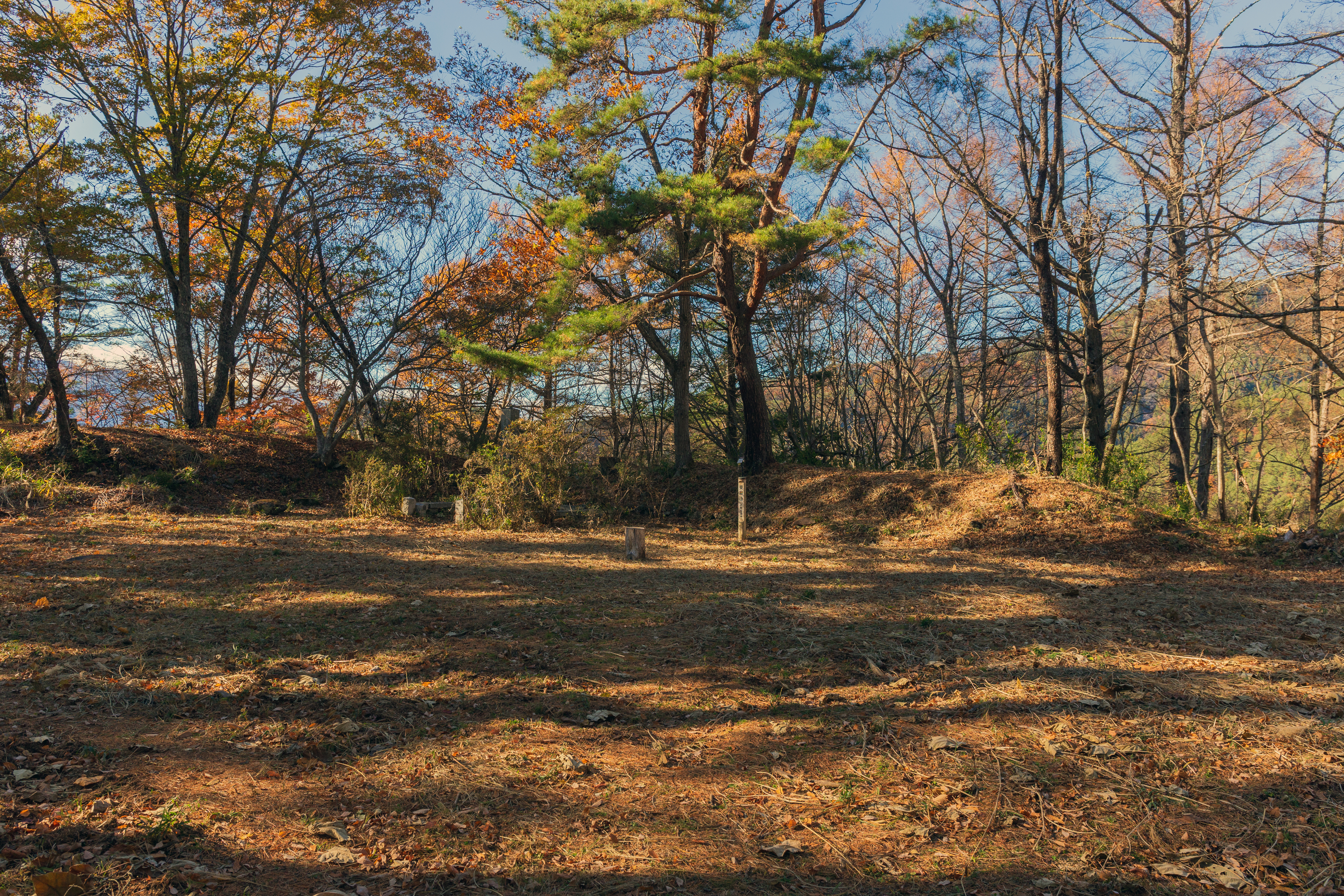
山頂部の本丸跡
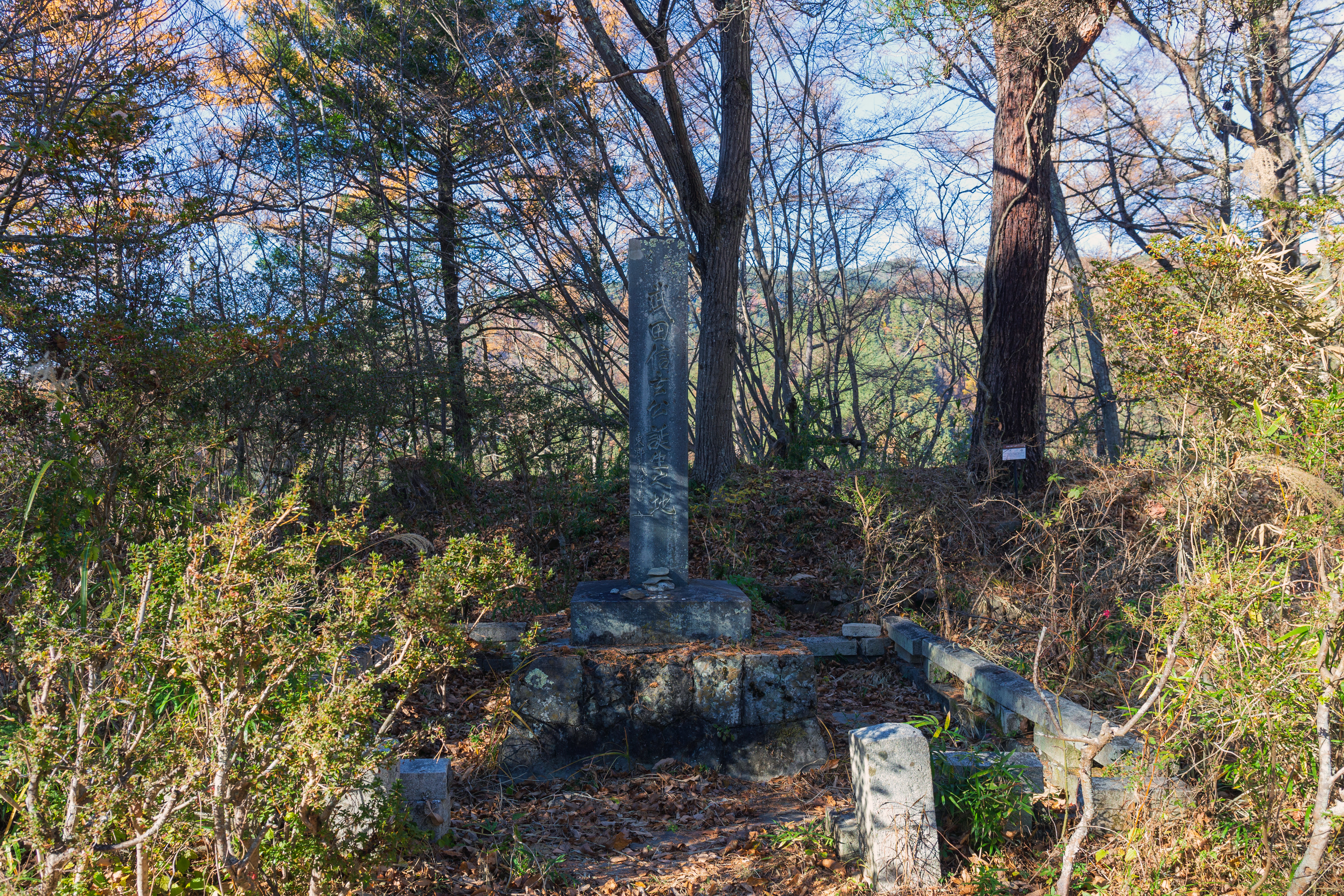
東郷平八郎揮毫による「武田信玄公誕生之地」碑